# 前641年
| 千纪： | 前1千纪 |
| 世纪： | 前8世纪 \| 前7世纪 \| 前6世纪 |
| 年代： | 前670年代 \| 前660年代 \| 前650年代 \| 前640年代 \| 前630年代 \| 前620年代 \| 前610年代                                                                                         |
| 年份： | 前646年 \| 前645年 \| 前644年 \| 前643年 \| 前642年 \| 前641年 \| 前640年 \| 前639年 \| 前638年 \| 前637年 \| 前636年                                                           |
| 纪年： | 周襄王十一年 魯僖公十九年 齊孝公二年 晉惠公十年 秦穆公十九年 宋襄公十年 楚成王三十一年 衛文公十九年 陳穆公七年 蔡庄侯五年 曹共公十二年 郑文公三十二年 燕襄公十七年 杞成公十四年 |

## 大事记
- 冬季，魯國、蔡國、楚國、鄭國、齊國等國國君在齊國舉行盟會，紀念原諸侯霸主齊桓公，增進各諸侯國間的友誼。
- 秦國滅亡梁國。
- 宋襄公與曹國、邾國二小國於曹南會盟，因為滕宣公嬰齊遲到，把他囚禁。
- 衛文公發兵侵攻邢國，報復前一年邢侯與鮮虞侵略衛國。